# Metaballus decticoides
Metaballus decticoides är en insektsart som först beskrevs av Walker, F. 1869.  Metaballus decticoides ingår i släktet Metaballus och familjen vårtbitare. Inga underarter finns listade i Catalogue of Life.